# Península tingitana
La península tingitana, de Tánger o de Yebala es una pequeña península en el noroeste de África, que junto con la parte más meridional de la España peninsular conforma el estrecho de Gibraltar, límite del océano Atlántico con el mar Mediterráneo.

## Ubicación
Para fines prácticos, esta península se encuentra delimitada al sur por el paralelo 35°20′ N (pocos kilómetros al norte de la ciudad de Larache). Los otros límites, como ya se ha mencionado, son: al oeste el océano Atlántico, al este el mar Mediterráneo y al norte el estrecho de Gibraltar, que la separa de la península ibérica (la distancia mínima entre ambas es de poco más de 14 km). 
Administrativamente, la península pertenece a las prefecturas y provincias marroquíes de Tánger-Arcila, Fahs-Anyera, Rincón-Castillejos y Tetuán, y a la ciudad autónoma española de Ceuta.